# Kjell Bergqvist
Kjell Bertil Leonard Bergqvist (* 23. února 1953 v Enskede (městský obvod v Söderort, jižní předměstská část Stockholmu) je švédský filmový a divadelní herec a scenárista, který za své role získal dvakrát ocenění Zlatohlávek, na tuto švédskou filmovou cenu byl nominován celkem čtyřikrát.

## Kariéra
Kjell Bergqvist se narodil v dělnické rodině. Jeho otec (Sven Bergqvist, 1921–1998) pracoval jako řidič kamiónu a v řadě dalších profesí. Jeho matka Märta (rozená Israelsson, 1924–2012), pracovala jako zdravotní sestra na nočních směnách v léčebně dlouhodobě nemocných. Rodina žila v poměrně nuzných poměrech, ve dvou pokojích bydlelo 5 až 6 osob. S divadlem se poprvé setkal, když jeho bratranec, s nímž bydlel, pracoval jako jevištní dělník a vyzval ho, aby se přihlásil na divadelní školu.
Bergqvist absolvoval v roce 1973 Kungliga Dramatiska Teaterns Elevskola (Studentská škola Královského dramatického divadla). Řadu let úzce spolupracoval se scenáristou a režisérem Ulfem Malmrosem. V první polovině 90. let vytvořil postavu Lennarta Kollberga, nejbližšího spolupracovníka Martina Becka v sérii šesti filmů. V roce 1997 ztvárnil dvě různé role ve švédské hororové televizní sérii. Po roce 2000 byl postupně za různé hlavní a vedlejší role celkem čtyřikrát nominován na filmové ocenění Zlatohlávek, z toho dvakrát ho získal. V roce 2012 zahrál doktora v hudebním klipu Silhouettes pro Avicii. Bergqvist řídí filmovou a televizní společnost Kjell Bergqvist Film och Teater.

## Osobní život
Sedm let jeho partnerkou byla Angelina Amico, v roce 1974 se stal otcem dcery. V letech 1988–2000 byla jeho manželkou Yvonne Ryding (Miss Universe 1984), s kterou má dvě dcery (narozené 1989 a 1994). Od roku 2004 je ženatý s Karin Bergqvist (narozenou 1971), v roce 2007 se jim narodil syn. Bergqvist žil několik let v menším městě Torshälle, nyní žije ve Stockholmu. V roce 2015 Bergqvist vydal autobiografickou knihu Kjelle Berka från Högdalen (Kjelle Berka z Högdalenu), kde vypráví o své výchově a životních osudech.

## Výběrová filmografie
- 1973 Om 7 flickor
- 1974 En enkel melodi
- 1976 Jack
- 1977 Tabu
- 1980 Inspektor Beck v Budapešti (podle románu Muž, který se vypařil): Stenström
- 1988 Návštěvníci
- 1992 Demokrati a teroristé
- 1993 Roseanna (podle románu Roseanna): Lennart Kollberg
- 1993 Brandbilen som försvann (Zmizelé hasičské auto): Lennart Kollberg
- 1993 Polis polis potatismos (Policie pomo pije): Lennart Kollberg
- 1993 Mannen på balkongen (Muž na balkóně): Lennart Kollberg
- 1994 Polismördaren (Vrah policistů): Lennart Kollberg
- 1994 Stockholm Marathon (Stockholmský maratón, volně podle románu Teroristé): Lennart Kollberg
- 2000 Nejlepší léto
- 2001 Leva livet
- 2002 Kouzlo psa
- 2003 Hubená Sussie
- 2003 Zlo mezi námi
- 2004 Duch jezera
- 2004 Tři slunce
- 2009 Svatební fotograf
- 2011 Pohřešovaná
- 2012 Výpadky proudu
- 2013 Maturitní večírek
- 2013 Valčík pro Monicu

## Ocenění
Zlatohlávek: cena švédského filmového průmyslu.
- 2000: Nejlepší léto: vítězství v kategorii Nejlepší herec v hlavní roli.
- 2001: Leva livet: nominace v kategorii Nejlepší herec v hlavní roli.
- 2009: Svatební fotograf: vítězství v kategorii Nejlepší herec ve vedlejší roli.
- 2013: Valčík pro Monicu: nominace v kategorii Nejlepší herec ve vedlejší roli.[1]

V březnu 2011 získal Kjell Bergqvist kulturní cenu SEKO (cena odborového svazu), se kterou je spojena odměna 25 000 SEK. V roce 2016 získal cenu Kristallen za televizní pořady. V roce 2025 obdržel královské vyznamenání Litteris et Artibus.

## Divadelní role
Kjell Bergqvist vytvořil také celou řadu významných rolí v divadlech Stockholms stadsteater (Stockholmské městské divadlo), Vasateatern (soukromé divadlo ve Stockholmu), Folkan (Folkteatern, divadlo ve Stockholmu založené 1856, v roce 2001 bylo uzavřeno a v zimě 2007/2008 byl dům, v němž se divadlo nacházelo, zbořen), Scalateatern (divadlo v centru Stockholmu) a Chinateatern (soukromé divadlo ve Stockholmu, založené v roce 1928).

## Zajímavost
V roce 1980 zahrál postavu Stenströma ve filmu Inspektor Beck v Budapešti, který byl natočen v koprodukci Německa, Švédska a Maďarska (kde se převážně natáčel, režie Péter Bacsó). Hlavní roli Martina Becka zde vytvořil britský herec Derek Jacobi. V letech 1993 až 1994 vytvořil druhou hlavní postavu Lennarta Kollberga, nejbližšího spolupracovníka Martina Becka (kterého hrál Gösta Ekman) v sérii šesti filmů v koprodukci Německa a Švédska. Celkem tak hrál v sedmi filmech podle 10 románů o zločinu švédské autorské dvojice Maj Sjöwallová a Per Wahlöö.